# Hermann Hesse
Hermann Hesse (2 tháng 7 năm 1877 ở Calw, Đức – 9 tháng 8 năm 1962 ở Montagnola, Thụy Sĩ) là một nhà thơ, nhà văn và họa sĩ người Đức. Năm 1946 ông được tặng Giải Goethe và Giải Nobel Văn học.

## Cuộc đời

### Thời thơ ấu và thiếu niên
Hermann Hesse xuất thân từ một gia đình truyền giáo Kitô giáo. Cha mẹ của ông đều nhận nhiệm vụ của Hội truyền giáo Basel hoạt động tại Ấn Độ, nơi mà mẹ của ông, bà Marie Gundert, sinh ra đời năm 1842. Cha của ông, Johannes Hesse, đến từ Estonia. Ông bà điều khiển một nhà xuất bản sách truyền giáo từ năm 1873 dưới sự lãnh đạo của ông ngoại ông là Hermann Gundert.

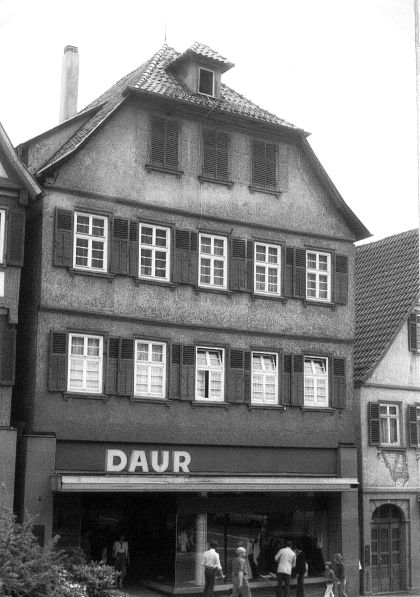
Ngôi nhà nơi Hermann Hesse chào đời (Calw)

Sau khi học xong trường tiếng Latin ở Göppingen (Đức), năm 1891 ông vào Trường thần học Tin lành ở Maulbronn (Đức). Ở đây cá tính chống đối của ông đã thể hiện: vào tháng 3 năm 1892, Hesse trốn khỏi trường và chỉ được tìm được một ngày sau đó trên một cánh đồng trống.
Từ đấy, kèm theo nhiều xung đột dữ dội với cha mẹ là một cuộc phiêu lưu qua nhiều học viện và trường học. Hermann Hesse trở nên trầm cảm, biểu lộ trong một lá thư vào ngày 20 tháng 3 năm 1892 những ý định tự tử ("Tôi muốn ra đi như ánh hồng của hoàng hôn"). Tháng 5 năm 1892 trong học viện Bad Boll dưới dự chăm nom của nhà thần học và mục sư Christoph Friedrich Blumhardt ông đã toan tự tử. Ngay sau đó Hermann được chuyển về học viện ở Stetten im Remstal rồi về học viện thiếu niên ở Basel.
Bắt đầu từ cuối năm 1892 ông đi học ở trường trung học tại Cannstatt thuộc thành phố Stuttgart (Đức). Mặc dầu đỗ kỳ thi của năm đầu ông đã bỏ học.
Bỏ học nghề bán sách chỉ sau ba ngày theo học, đầu mùa hè năm 1894 Hesse bắt đầu theo học khóa thợ cơ khí trong một nhà máy sản xuất đồng hồ ở Calw kéo dài 14 tháng. Công việc hàn giũa đơn điệu chẳng bao lâu lại cổ vũ cho mong muốn quay lại với các công việc trí óc của ông. Tháng 10 năm 1895 ông chấp nhận bắt đầu học lại nghiêm túc nghề bán sách ở Tübingen. Sau này ông đã chuyển các từng trải thời trẻ này của mình vào trong quyển tiểu thuyết Unterm Rad (Dưới bánh xe).

### Con đường trở thành nhà văn

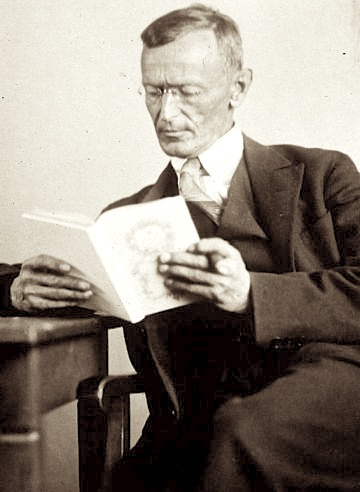
Hermann Hesse

Bắt đầu từ ngày 17 tháng 10 năm 1895 Hermann Hesse làm việc tại tiệm bán sách Heckenhauer ở Tübingen, chủ yếu bán các sách về thần học, triết học và luật. Là người học nghề, nhiệm vụ của Hesse bao gồm đối chiếu, đóng gói, phân loại và lưu trữ sách. Sau mỗi ngày làm việc 12 tiếng Hesse tiếp tục tự học lấy và sách cũng đã đền bù lại các thiếu thốn trong giao thiệp xã hội vào những ngày Chúa nhật dài được nghỉ ngơi. Sau những sách về thần học, Hesse đọc đặc biệt là các tác phẩm của Goethe, sau đấy là của Lessing, Schiller và các bài về thần thoại Hy Lạp. Năm 1896 bài thơ đầu tiên của ông, Madonna, được in trong một tạp chí xuất bản ở Wien, các bài thơ khác lần lượt được đăng trong các số phát hành sau đó của Organ für Dichtkunst und Kritik (Cơ quan về nghệ thuật thơ và phê bình).
Năm 1898 Hesse trở thành người phụ việc bán sách và có một thu nhập kha khá, giúp ông không phụ thuộc tài chính vào cha mẹ. Thời gian này ông đọc chủ yếu các tác phẩm của thời kỳ lãng mạn Đức, trước tiên là của Clemens Brentano, Joseph Freiherr von Eichendorff và Novalis. Trong các bức thư gửi cha mẹ ông đã bày tỏ quan điểm của mình là "đạo đức của người nghệ sĩ đã được thay thế bởi thẩm mỹ". Ngay từ khi vẫn còn là một người bán sách, vào mùa thu 1898 Hesse đã xuất bản tập thơ nhỏ đầu tiên của mình, Romantische Lieder (Các bài hát lãng mạn), và trong mùa hè 1899 tập văn xuôi Eine Stunde hinter Mitternacht (Một giờ đằng sau nửa đêm). Cả hai tác phẩm đều thất bại về mặt kinh doanh. Trong vòng hai năm chỉ bán được 54 bản trong tổng số 600 quyển Romantische Lieder được phát hành, Eine Stunde hinter Mitternacht cũng được phát hành 600 quyển và được bán rất chậm. Mặc dầu vậy nhà xuất bản Eugen Diederichs ở Leipzig vẫn tin tưởng vào chất lượng văn học của các tác phẩm này và ngay từ đầu đã xem việc xuất bản như là một hình thức khuyến khích cho tác giả trẻ này hơn là một việc kinh doanh cần mang lại lợi nhuận.
Bắt đầu từ mùa thu 1899 Hesse làm việc cho một tiệm bán sách cũ có uy tín ở Basel. Vì cha mẹ ông có giao thiệp mật thiết với nhiều gia đình học giả ở Basel, tại đây cả một thế giới tri thức nghệ thuật với nhiều cổ vũ phong phú đã mở cửa ra đón chào ông. Thành phố Basel đồng thời cũng mang lại cho một con người sống cô độc như Hesse nhiều khả năng để lui về ẩn náu, sống một cuộc sống rất cá nhân qua những cuộc du ngoạn và đi dạo để tự tìm tòi nghệ thuật và luôn giúp ông thử nghiệm lại khả năng miêu tả những cảm xúc của mình bằng bút mực. Năm 1900 Hesse được miễn phục vụ quân sự vì thị lực yếu. Bệnh tật này tồn tại mãi suốt cuộc đời cũng như bệnh đau đầu của ông.
Năm 1901 Hesse thực hiện được niềm mơ ước lớn lao của mình là đi du lịch nước Ý. Cùng năm đó ông chuyển về làm tại tiệm bán sách cũ Wattenwyl ở Basel. Thời gian này ông ngày càng có nhiều cơ hội để đăng các bài thơ và văn ngắn trên các tạp chí và tiền nhuận bút đã góp thêm phần vào thu nhập của ông. Chẳng bao lâu nhà xuất bản Samuel Fischer đã chú ý đến ông và quyển tiểu thuyết Peter Camenzind, được in thử năm 1903, chính thức được Fischer phát hành năm 1904, trở thành bước đột phá: từ đây Hesse có thể sống như một nhà văn tự do.

### Giữa Bodensee và Ấn Độ

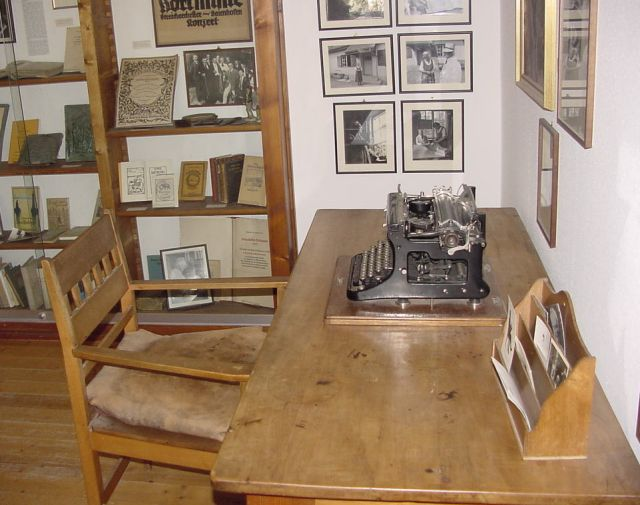
Bàn làm việc của Hermann Hesse tại viện bảo tàng Gaienhofen

Vinh quang về văn chương tạo điều kiện cho Hesse cùng với người vợ đầu tiên, Maria Bernoulli, định cư thành lập gia đình tại Gaienhofen, huyện Konstanz ở Bodensee. Nơi đây ông viết quyển tiểu thuyết thứ hai của mình, Unterm Rad, được xuất bản vào năm 1906. Thời gian sau đó ông chủ yếu viết các chuyện kể và thơ. Quyển tiểu thuyết kế tiếp của ông, Gertrud, vào năm 1910, đã biểu lộ Hesse trong một cơn khủng hoảng sáng tạo; ông đã rất vất vả với tác phẩm này và nhiều năm sau ông xem nó là một thất bại. Trong hôn nhân cũng ngày càng nhiều bất hòa. Để tạo khoảng cách, năm 1911 Hesse bắt đầu một hành trình dài đi đến Tích Lan và Indonesia.
Thế nhưng ở đó ông đã không tìm thấy được sự giải phóng nội tâm như đã hy vọng. Sau khi Hesse trở về, gia đình ông dọn nhà về Bern năm 1912, nhưng việc thay đổi chỗ ở này cũng không thể giải quyết được các vấn đề trong hôn nhân như Hesse đã bộc lộ trong quyển tiểu thuyết Roßhalde vào năm 1914.

### Chiến tranh thế giới thứ nhất
Khi Chiến tranh thế giới thứ nhất bùng nổ Hesse đăng ký tình nguyện đi lính tại Đại sứ quán. Bị chẩn bệnh không có khả năng đi lính nên ông được cử làm nhiệm vụ chăm sóc tù binh cho Đại sứ quán. Trong khuôn khổ này, từ đó Hesse đi quyên góp và gửi sách cho các tù binh người Đức. Ngày 3 tháng 10 năm 1914 ông đăng trên tờ Neue Zürcher Zeitung (Báo Zürich mới) bài luận văn O freunde, nicht diese Töne (Các bạn ơi đừng nói như vậy) kêu gọi giới trí thức Đức đừng xông vào cuộc bút chiến giữa các quốc gia. Những gì xảy ra sau đó được Hesse miêu tả sau này như là một bước ngoặt lớn trong cuộc đời của ông. Lần đầu tiên ông đứng bên trong một cuộc xung đột chính trị dữ dội: giới báo chí Đức tấn công ông, nhiều thư hăm dọa được gửi tới và bạn bè cũ từ chối ông. Mặc dầu vậy ông tiếp tục nhận được sự đồng tình của Theodor Heuss và của cả nhà văn người Pháp Romain Rolland, người đã đến thăm viếng ông vào tháng 8 năm 1915. Các mâu thuẫn với giới báo chí Đức chưa lắng xuống thì Hesse lại bị đẩy vào một cuộc khủng hoảng khác trầm trọng hơn qua cái chết của cha ông vào ngày 8 tháng 3 năm 1916. Ông phải ngưng phục vụ cho cơ quan chăm sóc tù binh và đi chữa trị bằng tâm lý liệu pháp. Việc chữa trị này chẳng những mang lại mối quen biết trực tiếp với Carl Gustav Jung mà còn dẫn ông đi đến một đỉnh cao sáng tạo mới: Tháng 9 và tháng 10 năm 1917, trong một cơn say mê làm việc ông đã viết quyển tiểu thuyết Demian của mình chỉ trong vòng ba tuần. Quyển sách được xuất bản sau khi chiến tranh chấm dứt năm 1919 dưới bút danh Emil Sinclair.

### Ở tại Casa Camuzzi
Vào năm 1919, khi Hesse có thể trở về với cuộc sống dân sự thì hôn nhân của ông tan vỡ. Vợ của ông trong lúc đấy bị rối loạn tâm thần trầm trọng, nhưng ngay cả sau khi bà lành bệnh, Hesse nhận thấy không còn có thể chia sẻ tương lai chung với Maria nữa. Ngôi hộ ở Bern tan rã, Hesse chuyển về Tessin một mình vào giữa tháng 4. Đầu tiên ông sống trong một căn nhà nhỏ ở đầu làng Minusio gần Locarno và sau đó từ ngày 25 tháng 4 đến 11 tháng 5 tại Sorengo. Ngày 11 tháng 5 ông mướn bốn phòng nhỏ trong một căn nhà xây giống như một lâu đài kỳ lạ ở làng Montagnola gọi là "Casa Canuzzi". Ở đây ông không những tiếp tục viết văn mà còn bắt đầu vẽ, việc có thể nhận thấy rõ trong truyện kể kế tiếp của ông Klingsors letzter Sommer (Mùa hè cuối cùng của Klingsor) vào năm 1920. Năm 1922 quyển tiểu thuyết về Ấn Độ của ông, Siddharta, được xuất bản. Tình yêu nền văn hóa Ấn Độ và các học thuyết Á châu, những cái mà ông đã biết đến ngay từ khi còn ở với cha mẹ, đã được biểu lộ trong quyển tiểu thuyết này. Năm 1923 Hesse cưới người yêu của mình là Ruth Wenger, con gái của nữ văn hào người Thụy Sĩ Lisa Wenger và là cô của Meret Oppenheim (trong cuộc hôn nhân này bà trở thành mẹ của nghệ sĩ Ezard Haussmann). Cuộc hôn nhân thất bại ngay từ đầu và chưa từng được thực hiện. Cũng trong năm này Hesse nhận được quốc tịch Thụy Sĩ. Các tác phẩm lớn kế tiếp của ông, Kurgast (Khách dưỡng bệnh) năm 1925 và Die Nürnberger Reise (Chuyến đi Nürnberg) năm 1927, là các tự truyện mang giọng mỉa mai, báo hiệu trước cuốn tiểu thuyết thành công nhất của Hesse, Der Steppenwolf (Sói thảo nguyên) năm 1927. Nhân dịp kỷ niệm sinh nhật lần thứ 50 của ông cũng vào năm này, bạn của ông, Hugo Ball, đã xuất bản cuốn tiểu sử đầu tiên về Hesse. Ngay sau quyển tiểu thuyết thành công này con sói cô độc Hesse đã trải qua một bước ngoặt lớn nhờ vào quan hệ với Ninon Dolbin, người sau này trở thành người vợ thứ ba của ông. Kết quả của việc biến chuyển trở về cùng sống đôi lứa này là quyển tiểu thuyết Narziß und Goldmund năm 1930. Vào năm 1931 Hesse rời căn hộ mướn ở Casa Camuzzi cùng với Nino dời về một căn nhà lớn hơn (Casa Hesse), phía trên Montagnola. Căn nhà này được xây theo ý muốn của ông và được người bạn của ông là H. C. Bodmer để ông sử dụng dài hạn. Ngôi nhà này ngày nay thuộc về sở hữu tư nhân và trong thời gian này không thể đến thăm viếng được.

### Người chơi trò ngọc thủy tinh
Năm 1931 Hesse kết hôn lần thứ ba và cùng Ninon dời về căn nhà riêng bên ngoài Montagnola. Ông bắt đầu phác thảo tác phẩm lớn cuối cùng của mình, Das Glasperlenspiel (Trò chơi hạt ngọc thủy tinh). Năm 1932 ông xuất bản quyển truyện kể Die Morgenlandfahrt (Hành trình về phương Đông) như là bản phác thảo trước cho tác phẩm này. Hesse theo dõi việc những người thuộc đảng quốc xã lên cầm quyền ở Đức với một nỗi lo âu lớn. Trên đường rời khỏi nước vào năm 1933, Bertolt Brecht và Thomas Mann đều lần lượt tạm dừng ở nhà ông. Hesse cố gắng chống lại sự phát triển trong nước Đức bằng cách của ông: ông đã viết nhiều bài bình luận về sách trên các báo Đức kêu gọi ủng hộ các tác giả người Do Thái và các tác giả khác đang bị người của Đảng quốc xã theo dõi. Bắt đầu từ giữa thập niên 1930 không một báo Đức nào dám đăng bài của ông nữa. Hesse trốn tránh các xung đột chính trị và sau đó trước những tin tức khủng khiếp của Chiến tranh thế giới thứ hai bằng cách viết quyển tiểu thuyết Das Glasperlenspiel của mình, được in ở Thụy Sĩ vào năm 1943. Ông nhận Giải Nobel văn chương năm 1946 không chỉ vì tác phẩm lớn lao này. Tiếp theo sau đó là Giải thưởng Goethe của thành phố Frankfurt trong cùng năm, Giải thưởng Wilhelm Raabe năm 1950 và Giải thưởng hòa bình của hội bán sách Đức năm 1955. Sau Chiến tranh thế giới thứ hai sức sáng tạo của ông giảm sút, ông chỉ viết truyện kể và thơ nhưng không còn viết tiểu thuyết nữa. Hermann Hesse mất ngày 9 tháng 8 năm 1962 và được an táng tại nghĩa trang của San Abbondio gần Montagnola, cũng là nơi chôn cất Hugo Ball.

## Ý nghĩa văn học
Các tác phẩm đầu tiên của Hesse vẫn còn mang tính truyền thống của thế kỷ thứ 19: các bài thơ của ông đều thuộc về trường phái lãng mạn, lời văn và phong cách của quyển Peter Camenzind cũng vậy, quyển sách được tác giả hiểu như là một tiểu thuyết giáo dục tiếp nối quyển Grüne Heindrich của Gottfried Keller. Về nội dung Hesse phản đối sự công nghiệp hóa và đô thị hóa, đi theo xu hướng của phong trào thanh niên thời kỳ này. Sau này Hesse từ bỏ quan điểm lãng mạn mới này. Thế nhưng cấu trúc đối chọi của quyển Peter Camenzind thông qua sự đối chiếu giữa thành thị và nông thôn và tương phản nam nữ vẫn còn có thể tìm thấy trong các tác phẩm sau đó của Hesse (thí dụ như trong Demina hay Steppenwolf).
Sự quen biết với học thuyết về nguyên mẫu (archetype) của nhà tâm lý học Carl Gustav Jung đã có ảnh hưởng quyết định đến các tác phẩm của Hesse, được biểu lộ đầu tiên trong quyển tiểu thuyết Demian: con đường của một người trẻ tuổi đi tìm chính mình trở thành một trong những đề tài chính của ông. Chính vì thế mà không biết bao nhiêu thanh niên đã và vẫn chọn Hesse là tác giả mà họ thích nhất. Truyền thống tiểu thuyết giáo dục cũng được tìm thấy trong Demian, nhưng trong tác phẩm này (cũng như trong Steppenwolf) các hành động không diễn ra trong hiện thực mà trong một cảnh quang nội tâm.
Một khía cạnh quan trọng khác trong các tác phẩm của Hesse là sự duy linh (spirituality), không những chỉ có trong quyển tiểu thuyết Siddharta. Các đạo giáo Ấn Độ, đạo Lão và thuyết thần bí của Thiên chúa giáo là nền tảng của việc này. Một số nhà phê bình chỉ trích Hesse là ông đã sử dụng văn chương để diễn đạt thế giới quan của mình. Người ta cũng có thể đảo ngược phê bình này để nói là các nhà phê bình chỉ phản đối thế giới quan của Hesse chứ không chỉ trích văn chương của ông.
Tất cả các tác phẩm của Hesse đều chứa đựng một phần tính tự truyện, đặc biệt có thể thấy rõ trong Steppenwolf, quyển tiểu thuyết có thể được lấy làm thí dụ cho một "tiểu thuyết về một cơn khủng hoảng trong cuộc sống". Chỉ trong các tác phẩm sau đó phần tự truyện này giảm đi. Trong hai quyển tiểu thuyết liên kết với nhau, Die Morgenlandfahrt và Das Glasperlenspiel, Hesse trở về đề tài ông đã viết trong Peter Camenzind: sự đối lập giữa vita activa (sống để làm việc từ thiện cho người khác) và vita contemplativa (sống để tìm sự giải thoát cho bản thân).

## Tiếp nhận
Chất lượng văn học và ý nghĩa của các tác phẩm của Hesse đã được tranh cãi ngay từ khi ông còn sống và nay vẫn còn đang được tiếp tục. Các nhà văn đồng nghiệp như Thomas Mann hay Hugo Ball đánh giá ông rất cao trong khi Kurt Tucholsky lại nói: "Tôi cho rằng Hesse là một nhà văn mà chất lượng văn tiểu luận của ông cao hơn các tính chất thơ rất nhiều." Alfred Döblin còn cho đó là "nước ngọt tẻ nhạt". Mặc dầu vậy các tác phẩm đầu của Hesse được đa số giới phê bình văn học cùng thời đánh giá cao.
Việc tiếp nhận Hesse ở Đức trong thời gian giữa hai cuộc chiến tranh thế giới mang dấu ấn của cuộc công kích báo chí chống lại tác giả vì các phát biểu chống chiến tranh và chống chủ nghĩa Quốc xã của ông. Từ năm 1937 các tác phẩm của Hesse thuộc vào dạng sách cấm và chỉ còn được bán lén lút. Các thế hệ trẻ "khám phá" ra Hesse phần lớn là sau năm 1945.
Ông được trao Giải Hòa bình của ngành kinh doanh sách Đức năm 1955. Hơn mười năm sau khi Hesse được tặng Giải thưởng Nobel về văn học, năm 1957 Karlheinz Deschner viết trong bài văn tranh luận Kitsch, Konvention und Kunst: "Việc Hesse xuất bản quá nhiều các vần thơ hoàn toàn không có trình độ như vậy là một điều vô kỷ luật đáng tiếc, một sự man rợ về văn học" và về phần văn xuôi ông cũng đi đến một đánh giá không có gì thuận lợi hơn. Trong các thập kỷ sau đó một phần giới phê bình văn chương Đức nối tiếp sự đánh giá này, Hesse được một vài người xuất bản xếp vào loại văn chương giả mạo. Việc chấp nhận Hesse giống như chuyển động con lắc: vừa khi việc chấp nhận Hesse xuống đến điểm thấp nhất ở Đức vào thập niên 1960 thì trong giới thanh niên Mỹ phát ra một sự "bùng nổ Hesse" chưa từng có lan tràn về lại đến Đức; đặc biệt quyển Der Steppenwolf trở thành quyển sách bán chạy nhất (bestseller) và Hesse trở thành tác giả người Đức được đọc và dịch nhiều nhất. Hơn 100 triệu quyển sách của ông đã được bán trên khắp thế giới.
Để tưởng niệm Hesse hai giải thưởng văn chương được đặt theo tên ông: Giải thưởng Hermann Hesse và Giải thưởng văn học Hermann Hesse.

## Các tác phẩm

### Văn
- Tuổi trẻ và cô đơn (Peter Camenzind), 1904
- Bánh xe số phận (Unterm Rad), 1906
- Freunde (Những người bạn), 1908
- Gertrud, 1910
- Rosshalde, 1912-1913
- Knulp, 1915
- Demian, 1919
- Klein und Wagner, 1919
- Klingsors letzter Sommer (Mùa hè cuối cùng của Klingsor), 1920
- Siddartha, 1922
- Der Steppenwolf (Sói thảo nguyên), 1927
- Narziss und Goldmund (Nhà khổ hạnh và gã lang thang), 1930
- Die Morgenlandfahrt (Hành trình về phương đông), 1932
- Das Glasperlenspiel (Trò chơi hạt ngọc thủy tinh), 1943
- Một số truyện cổ tích khác: Huệ tím, Chuyện chàng Augustus, Bích thảo hóa thân, Thi nhân, Chuyện lạ từ một hành tinh.

### Thơ
- Elisabeth, 1900
- Wie eine Welle, 1901
- Soirée, 1902
- Julikinder, 1904
- Im Nebel, 1905
- Bücher, 1918
- Vergänglichkeit, 1919
- Der Liebende, 1921
- Für Ninon, 1927
- Klage, 1934
- Stufen, 1941

### Một số nghiên cứu mang tính văn học về cuộc đời và các tác phẩm của Hermann Hesse ở Việt Nam
- Thích Nữ Trí Hải (2003). Nguồn mạch tâm linh, Nhà xuất bản Tôn Giáo Hà Nội.
- Phạm Ngọc Lư (2014), Luận văn thạc sĩ “Tư tưởng hiện sinh trong hai tiểu thuyết Đôi bạn chân tình của Hermann Hesse và Alexis Zorba – Con người hoan lạc của Nikos Kazantzaki”, Trường Đại học sư phạm Huế.
- Nguyễn Hữu Minh (2017), Đề tài nghiên cứu cấp trường “Tư tưởng triết luận trong tiểu thuyết của Hermann Hesse (Qua Tuổi trẻ và cô đơn, Siddhartha, Sói thảo nguyên và Đôi bạn chân tình)”, Trường Đại học Sư phạm Huế.
- Thái Nguyễn Hồng Sương (2014), Khóa luận tốt nghiệp “Phương Đông và phương Tây trong Sói thảo nguyên của Hermann Hesse”, Trường Đại học KHXH&NV TP.HCM.
- Nguyễn Thị Tây Thi (2001), Khóa luận tốt nghiệp “Nghệ thuật thể hiện tư tưởng triết luận trong tiểu thuyết Sói đồng hoang của Hermann Hesse”, Trường Đại học sư phạm Huế.
- Ngô Thị Thu Thủy (2011), Luận văn thạc sĩ “Khát vọng trải nghiệm và giải thoát trong tiểu thuyết của Hermann Hesse”, Trường Đại học KHXH&NV TP.HCM.
- Ngô Thị Thu Thủy (2013). “Ảnh hưởng của triết học Nietsche và phân tâm học Jung trong tiểu thuyết của Hermann Hesse”
- Hoàng Thị Quỳnh Trang (2004), Luận văn thạc sĩ “Quan niệm về bản ngã và tâm linh của Hermann Hesse trong ba tiểu thuyết Câu chuyện dòng sông, Sói đồng hoang và Đôi bạn chân tình”, Trường Đại học sư phạm Huế.
- Huỳnh Thị Mai Trinh (2007), Luận văn thạc sĩ “Hoài niệm về tuổi thơ trong sáng tác của Hermann Hesse”, Trường Đại học KHXH&NV TP.HCM.